# Guillermo Bermejo
Guillermo Bermejo Rojas (Lima, 6 de octubre de 1975) es un político peruano de izquierda. Fue líder de Todas las Voces y miembro de la Coordinadora Continental Bolivariana (CCB-CP). Es congresista de la república para el periodo parlamentario 2021-2026, siendo electo por Perú Libre en calidad de invitado, aunque posteriormente se separó del grupo parlamentario y formó Perú Democrático, bancada que respaldó el gobierno de Pedro Castillo. Actualmente, forma parte de la bancada Juntos por el Perú - Voces del Pueblo. 

## Biografía
Nació en la ciudad de Lima, el 6 de octubre de 1975.
Estudió la carrera de Derecho en la Universidad Inca Garcilaso de la Vega. Sin embargo, no llegó a concluir sus estudios universitarios.
Laboró como asistente administrativo del Parlamento Andino, en Lima, desde el año 2010 hasta el año 2011.

## Carrera política
Su carrera política se inicia, en las elecciones regionales y municipales del año 2002, donde Bermejo fue candidato a regidor del distrito de Ate por el Partido Aprista Peruano. Sin embargo, no resultó elegido.

### Coordinadora Continental Bolivariana
En el año 2004, fundó el movimiento de izquierda marxista-leninista Todas las Voces, que fue parte de la Coordinadora Continental Bolivariana-Perú. Bajo el comando y en representación de la agrupación, realizó varios viajes internacionales, incluyendo a Bolivia y Venezuela, para eventos con círculos políticos afines.
En el año 2006, fue detenido con un saco de urea, artefactos pirotécnicos, malla de camuflaje sintético, una radio artesanal, envoltorios blancos con mecha y documentación de tendencia izquierdista. Según se detalló, Bermejo había viajado a Colombia, vía Ecuador, para recibir entrenamiento en acciones subversivas por parte del FARC-EP. También se detectó que Bermejo se reunía con personas pertenecientes al Movimiento Revolucionario Túpac Amaru (MRTA) como el chileno Alejandro Astorga Valdés.
Además, según denunció el exvicepresidente Luis Giampietri, Bermejo intentó atentar contra su vida y la del expresidente Alan García en el año 2006. Sin embargo, dicha denuncia nunca fue comprobada.

### Asesor y problemas con la Justicia
En el año 2009, estuvo presente en el VRAEM azuzando a los cocaleros contra la construcción de una pista de aterrizaje militar. En el año 2010, fue asesor de la dirigente cocalera y congresista Nancy Obregón y para el 2011 fue asesor de la Confederación Nacional de Productores Agropecuarios de las Cuencas Cocaleras (CONPACCP), liderado por Obregón. En 2010 fue detenido por estar sindicado en un futuro atentado contra la embajada de Estados Unidos. En el año 2015, se le abrió investigación por filiación a una organización terrorista. Sin embargo, huye de la Justicia. En marzo de 2016, se dispuso su captura internacional mientras se encontraba prófugo en Venezuela. En 2017, regresó a Lima, donde fue detenido, pero fue absuelto y quedó en libertad.

### Congresista de la República
Bermejo fue candidato de Perú Libre en calidad de invitado para las elecciones parlamentarias extraordinarias de 2020 con el número 13 de la lista por Lima, alcanzando 3559 votos, pero sin resultar electo.
En las elecciones parlamentarias del año 2021, Bermejo fue el candidato número 5 de la lista por Lima Metropolitana de Perú Libre, obteniendo 8241 votos y resultando electo, siendo el candidato más votado de la agrupación en la capital.
En 2021, el programa Beto a saber, del canal Willax, publicó unos audios en los que se escucha a Bermejo decir que «si tomamos el poder, no lo vamos a dejar». Luego de la publicación del audio, Bermejo admitió la autenticidad del audio y en su defensa dijo que esos audios eran de hacía un año. Sin embargo, en los audios se escucha que Bermejo estaba hablando sobre la campaña presidencial del 2021.
Pese a las prohibiciones establecidas por la pandemia por el Ministerio del Interior, Bermejo asistió a una fiesta por el Día de la Canción Criolla el 31 de octubre de 2021, organizada por el entonces ministro, Luis Barranzuela, en su domicilio ubicado en el Distrito de Surco.  Al ser sorprendido por las cámaras de Latina Televisión, huyó del lugar en la camioneta de su abogado Ronald Atencio, quien habría sido otro de los invitados. Bermejo aseguró que «la música a todo volumen era de una vivienda colindante». Sin embargo, vecinos de Barranzuela declararon a la prensa local que sí se llevó a cabo una fiesta, que habría empezado en horas de la tarde y que debido a la incomodidad de la música que sonaba a todo volumen decidieron llamar a la policía.
El 16 de diciembre del 2021, Bermejo renunció al grupo parlamentario Perú Libre. Luego conformó con disidentes de Perú Libre la bancada Perú Democrático, la cual se disolvió por falta de miembros. Integró después la bancada Cambio Democrático - Juntos por el Perú y, actualmente, la bancada Juntos por el Perú - Voces del Pueblo.
En 2022, fundó un partido político llamado Voces del Pueblo, con trabajadores de su despacho congresal y con Ronald Atencio como presidente del partido en vías de inscripción.

## Investigaciones judiciales

### Relación con remanentes de Sendero Luminoso
En 2015, Bermejo fue detenido por efectivos de la DIRCOTE, de la Policía Nacional del Perú, cuando transitaba por la avenida Petit Thouars, en el Cercado de Lima, al ser procesado de terrorismo.
En mayo del 2021, el fiscal superior Gino Quiroz pidió ante el tribunal que se impongan veinte años de prisión, 100 000 soles de reparación civil al Estado e inhabilitación para ejercer un cargo público. Por el tiempo de la pena a virtual congresista. Se acusa a Bermejo de pertenencia y afiliación terrorista a los remanentes de Sendero Luminoso.
De acuerdo con testigos protegidos, Bermejo se desplazaba de forma «consciente y voluntaria» a campamentos para reunirse con el terrorista Víctor Quispe Palomino, alias camarada José, y su hermano —muerto por heridas de combate en enero de 2021— Jorge Quispe Palomino, alias Raúl, entre el 2008 y marzo de 2009. Durante una audiencia realizada de manera virtual, una testigo protegida e identificada como 1FP-3022, que había pertenecido a la organización terrorista Sendero Luminoso entre los años 1989 y 2000, identificó a Guillermo Bermejo como una persona que fue trasladada a una reunión con los hermanos Quispe Palomino.
Hasta la actualidad, la Fiscalía del Ministerio Público sigue investigando a Bermejo por sus supuestos vínculos con Sendero Luminoso.

### Caso Operadores de la Reconstrucción
El 21 de septiembre del 2023, el apartamento de Bermejo fue allanado en el marco de las investigaciones por el caso Operadores de la Reconstrucción.

## Vida personal
El 22 de diciembre del 2021, Bermejo publicó en sus redes sociales que dio positivo en COVID-19. El parlamentario manifestó que mantendría aislamiento durante catorce días.